# Схалкер, Корнелис
Корнелис (Кеес, Cees/Kees) Йоханнес Питер Схалкер (нидерл. Johannes Pieter Schalker; 31 июля 1890 года, Гаага, Нидерланды — 12 февраля 1944 года, Схевенинген, близ Гааги) — нидерландский коммунист, политик и участник Сопротивления против немецкой оккупации Нидерландов.

## Биография
Родился 31 июля 1890 года в Гааге, посещал начальную школу и вечернюю коммерческую школу в Делфте. До 1933 года он работал коммерческим клерком в компании «Кальве» в Делфте.
В 1914 году Схалкер вступил в Социал-демократическую рабочую партию (Sociaal-Democratische Arbeiderspartij, SDAP). В 1916 году он перешел в более радикальную марксистскую Социал-демократическую партию (Sociaal-Democratische Partij, SDP), из которой в ноябре 1918 года образовалась Коммунистическая партия Голландии (Communist Partij Holland, CPH), в 1935 году переименованная в Коммунистическую партию Нидерландов (Communist Partij van Nederland, CPN).
С декабря 1919 года по апрель 1929 года Схалкер был членом городского совета Делфта, а с сентября 1931 года по июль 1937 года — городского совета Амстердама. С июля 1933 года по июнь 1937 года он был членом второй палаты голландского парламента. В парламенте он как депутат занимался сельским хозяйством и внешней политикой.
В 1925 году Схалкер был избран в Центральный комитет голландской компартии. В 1918—1928 годах находился на руководящей работе в Коммунистическом союзе молодежи (КСМ). В 1929/30 году Схалкер работал секретарём провинциального (окружного) комитета комсомола Южной Голландии, В 1929/30 году — компартии в той же провинции. С 1930 года — политический секретарь ЦК КП Голландии.
На VII Всемирном конгрессе Коминтерна летом 1935 года он был избран кандидатом в Исполнительный комитет Коммунистического Интернационала (ИККИ). С января 1937 по март 1938 года он представлял компартию Нидерландов при Коминтерне в Москве. В 1938 году он стал секретарём компартии Нидерландов и был председателем КП Роттердама с 1938 года до своей смерти. В 1939/40 году он был членом городского совета Роттердама.
После прихода нацистов к власти в Германии в 1933 году, защищал интересы беженцев из Германии — людей, подвергавшихся преследованиям по политическим мотивам, и евреев. Кроме того, он выступал против сотрудничества властей Нидерландов с германским гестапо.
После оккупации Нидерландов вермахтом в мае 1940 года Схалкер стал членом нелегального руководства Коммунистической партии Нидерландов. Он был организатором подпольной партийной газеты «De Waarheid» («Правда»), которая впервые появилась в ноябре 1940 года. Он активно участвовал в сопротивлении фашистским оккупантам, в феврале 1941 года коммунистам вместе с профсоюзами удалось организовать массовую забастовку. Полиции долго не удавалось найти Схалкера, переодетого в старика с тростью.
Схалкер был арестован в Утрехте 14 ноября 1943 года в конспиративной квартире, где должно было состояться собрание руководителей компартии. Он был заключен в тюрьму Схевенинген — так называемый «Оранджотель» и расстрелян 12 февраля 1944 года в Валсдорпервлакте. Но Движение Сопротивления нацистской оккупации в Нидерландах действовало до конца войны.

## Семья
Схалкер был женат с 1914 года, имел сына и дочь. Его сын, Ян Схалкер (1914—1978), после войны был известным коммунистическим политиком.